# Ascalaphus barbarus
Ascalaphus barbarus is een insect uit de familie van de vlinderhaften (Ascalaphidae).
De wetenschappelijke naam is gepubliceerd door Linnaeus in 1767.